# Pieczęć Prezydenta Rzeczypospolitej Polskiej

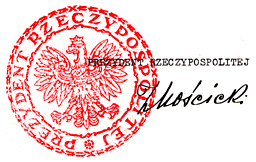
Podpis i pieczęć prezydenta RP Ignacego Mościckiego

Pieczęć Prezydenta Rzeczypospolitej Polskiej – insygnium urzędu Prezydenta Rzeczypospolitej Polskiej.
Zgodnie z obowiązującym art. 16b ust. 3 ustawy z dnia 31 stycznia 1980 r. o godle, barwach i hymnie Rzeczypospolitej Polskiej (Dz.U. z 2016 r. poz. 625): Pieczęcią Prezydenta Rzeczypospolitej Polskiej jest metalowa, tłoczona pieczęć okrągła średnicy 62 mm, zawierająca pośrodku wizerunek orła ustalony dla godła Rzeczypospolitej Polskiej, a w otoku napis „Prezydent Rzeczypospolitej Polskiej”.